# سیکلوپروپاتری‌ان
سیکلوپروپاتری‌ان (انگلیسی: Cyclopropatriene) یک دگرشکل فرضی از کربن است که شامل سه اتم کربن می‌باشد که با سه پیوند دوگانه پیاپی به صورت مثلثی به یکدیگر متصل شده‌اند.